# Talalíkhino
Talalíkhino (en rus: Талалихино) és un poble de l'óblast de Saràtov, a Rússia, segons el cens del 2010 tenia 348 habitants. Pertany al districte municipal de Volsk.